# Fed Cup 2012 – blok A 2. skupiny zóny Evropy a Afriky
Blok A 2. skupiny zóny Evropy a Afriky Fed Cupu 2012 představoval jednu ze dvou podskupin 2. skupiny. Hrálo se mezi 18. až 21. dubnem na otevřených antukových dvorcích areálu Golf El Solaimaneyah Club egyptské Káhiry.
Čtyři týmy se utkaly ve vzájemných zápasech. Vítěz následně sehrál barážový zápas s druhým z bloku B 2. skupiny o postup do 1. skupiny zóny Evropy a Afriky pro rok 2013. Utkání o druhé postupové místo odehrál druhý v pořadí s vítězem z bloku  B. Třetí pak nastoupil k zápasu proti čtvrtému družstvu z bloku B a čtvrtý naopak proti třetímu týmu v zápasech o udržení. Poražení sestoupili do 3. skupiny zóny Evropy a Afriky pro rok 2013. 

## Blok A
|     |              | Finsko | JAR | Dánsko | Černá Hora | Zápasy V/P | Sety V/P | Hry V/P | Pořadí |
| 53. | Finsko       |        | 0–3 | 2–1    | 0–3        | 1–2        | 6–15     | 78–114  | 3.     |
| 59. | Jižní Afrika | 3–0    |     | 3–0    | 3–0        | 3–0        | 18–1     | 117–61  | 1.     |
| 67. | Dánsko       | 1–2    | 0–3 |        | 1–2        | 0–3        | 6–14     | 86–107  | 4.     |
| 78. | Černá Hora   | 3–0    | 0–3 | 2–1    |            | 2–1        | 10–10    | 95–94   | 2.     |

- V/P – výhry/prohry

## Zápasy

### Finsko vs. Černá Hora
| | Finsko | 0 :                                                                    | 3    | Černá Hora |     |  |
| --- | ------ | ---------------------------------------------------------------------- | ---- | ---------- | --- |  |
| Golf El Solaimaneyah Club, Káhira, Egypt 18. dubna 2012 antuka (venku) |        |                                                                        |      |            |     |  |
| \| \| \| \| 1. \| 2. \| 3. \| \| \| -- \| \| ---------------------------------------------------------------------- \| ---- \| ---- \| --- \| \| \| 1. \| \| Ella Leivová Vladica Babićová \| 2 6 \| 7 65 \| 1 6 \| \| \| 2. \| \| Piia Suomalainenová Danka Kovinićová \| 6 4 \| 4 6 \| 4 6 \| \| \| 3. \| \| Johanna Hyötyová / Emma Laineová Danka Kovinićová / Danica Krstajićová \| 64 7 \| 3 6 \| \| \| \| \| \| \| \| \| \| \| \| \| \| \| \| \| \| \| \| \| \| \| \| \| \| \| \| \| \| \| \| \| \| \| \| \| \| \| \| \| \| \| |        |                                                                        |      |            |     |  |
| |        |                                                                        | 1.   | 2.         | 3.  |  |
| 1. |        | Ella Leivová Vladica Babićová                                          | 2 6  | 7 65       | 1 6 |  |
| 2. |        | Piia Suomalainenová Danka Kovinićová                                   | 6 4  | 4 6        | 4 6 |  |
| 3. |        | Johanna Hyötyová / Emma Laineová Danka Kovinićová / Danica Krstajićová | 64 7 | 3 6        |     |  |
| |        |                                                                        |      |            |     |  |
| |        |                                                                        |      |            |     |  |
| |        |                                                                        |      |            |     |  |
| |        |                                                                        |      |            |     |  |
| |        |                                                                        |      |            |     |  |

### Jihoafrická republika vs. Dánsko
| | Jihoafrická republika | 3 :                                                                       | 0    | Dánsko |     |  |
| --- | --------------------- | ------------------------------------------------------------------------- | ---- | ------ | --- |  |
| Golf El Solaimaneyah Club, Káhira, Egypt 18. dubna 2012 antuka (venku) |                       |                                                                           |      |        |     |  |
| \| \| \| \| 1. \| 2. \| 3. \| \| \| -- \| \| ------------------------------------------------------------------------- \| ---- \| --- \| --- \| \| \| 1. \| \| Ilze Hattinghová Mai Grageová \| 7 61 \| 5 7 \| 6 0 \| \| \| 2. \| \| Natalie Grandinová Karen Barbatová \| 7 64 \| 6 4 \| \| \| \| 3. \| \| Natalie Grandinová / Madrie Le Rouxová Malou Ejdesgaardová / Mai Grageová \| 7 5 \| 6 3 \| \| \| \| \| \| \| \| \| \| \| \| \| \| \| \| \| \| \| \| \| \| \| \| \| \| \| \| \| \| \| \| \| \| \| \| \| \| \| \| \| \| \| |                       |                                                                           |      |        |     |  |
| |                       |                                                                           | 1.   | 2.     | 3.  |  |
| 1. |                       | Ilze Hattinghová Mai Grageová                                             | 7 61 | 5 7    | 6 0 |  |
| 2. |                       | Natalie Grandinová Karen Barbatová                                        | 7 64 | 6 4    |     |  |
| 3. |                       | Natalie Grandinová / Madrie Le Rouxová Malou Ejdesgaardová / Mai Grageová | 7 5  | 6 3    |     |  |
| |                       |                                                                           |      |        |     |  |
| |                       |                                                                           |      |        |     |  |
| |                       |                                                                           |      |        |     |  |
| |                       |                                                                           |      |        |     |  |
| |                       |                                                                           |      |        |     |  |

### Finsko vs. Jihoafrická republika
| | Finsko | 0 :                                                                     | 3   | Jihoafrická republika |    |  |
| --- | ------ | ----------------------------------------------------------------------- | --- | --------------------- | -- |  |
| Golf El Solaimaneyah Club, Káhira, Egypt 19. dubna 2012 antuka (venku) |        |                                                                         |     |                       |    |  |
| \| \| \| \| 1. \| 2. \| 3. \| \| \| -- \| \| ----------------------------------------------------------------------- \| --- \| --- \| -- \| \| \| 1. \| \| Johanna Hyötyová Ilze Hattinghová \| 2 6 \| 1 6 \| \| \| \| 2. \| \| Piia Suomalainenová Natalie Grandinová \| 4 6 \| 3 6 \| \| \| \| 3. \| \| Johanna Hyötyová / Emma Laineová Natalie Grandinová / Madrie Le Rouxová \| 0 6 \| 1 6 \| \| \| \| \| \| \| \| \| \| \| \| \| \| \| \| \| \| \| \| \| \| \| \| \| \| \| \| \| \| \| \| \| \| \| \| \| \| \| \| \| \| \| |        |                                                                         |     |                       |    |  |
| |        |                                                                         | 1.  | 2.                    | 3. |  |
| 1. |        | Johanna Hyötyová Ilze Hattinghová                                       | 2 6 | 1 6                   |    |  |
| 2. |        | Piia Suomalainenová Natalie Grandinová                                  | 4 6 | 3 6                   |    |  |
| 3. |        | Johanna Hyötyová / Emma Laineová Natalie Grandinová / Madrie Le Rouxová | 0 6 | 1 6                   |    |  |
| |        |                                                                         |     |                       |    |  |
| |        |                                                                         |     |                       |    |  |
| |        |                                                                         |     |                       |    |  |
| |        |                                                                         |     |                       |    |  |
| |        |                                                                         |     |                       |    |  |

### Dánsko vs. Černá Hora
| | Dánsko | 1 :                                                                      | 2   | Černá Hora |    |  |
| --- | ------ | ------------------------------------------------------------------------ | --- | ---------- | -- |  |
| Golf El Solaimaneyah Club, Káhira, Egypt 19. dubna 2012 antuka (venku) |        |                                                                          |     |            |    |  |
| \| \| \| \| 1. \| 2. \| 3. \| \| \| -- \| \| ------------------------------------------------------------------------ \| --- \| --- \| -- \| \| \| 1. \| \| Mai Grageová Vladica Babićová \| 6 3 \| 6 2 \| \| \| \| 2. \| \| Karen Barbatová Danka Kovinićová \| 1 6 \| 3 6 \| \| \| \| 3. \| \| Malou Ejdesgaardová / Mai Grageová Danka Kovinićová / Danica Krstajićová \| 4 6 \| 4 6 \| \| \| \| \| \| \| \| \| \| \| \| \| \| \| \| \| \| \| \| \| \| \| \| \| \| \| \| \| \| \| \| \| \| \| \| \| \| \| \| \| \| \| |        |                                                                          |     |            |    |  |
| |        |                                                                          | 1.  | 2.         | 3. |  |
| 1. |        | Mai Grageová Vladica Babićová                                            | 6 3 | 6 2        |    |  |
| 2. |        | Karen Barbatová Danka Kovinićová                                         | 1 6 | 3 6        |    |  |
| 3. |        | Malou Ejdesgaardová / Mai Grageová Danka Kovinićová / Danica Krstajićová | 4 6 | 4 6        |    |  |
| |        |                                                                          |     |            |    |  |
| |        |                                                                          |     |            |    |  |
| |        |                                                                          |     |            |    |  |
| |        |                                                                          |     |            |    |  |
| |        |                                                                          |     |            |    |  |

### Finsko vs. Dánsko
| | Finsko | 2 :                                                                       | 1   | Dánsko |     |  |
| --- | ------ | ------------------------------------------------------------------------- | --- | ------ | --- |  |
| Golf El Solaimaneyah Club, Káhira, Egypt 20. dubna 2012 antuka (venku) |        |                                                                           |     |        |     |  |
| \| \| \| \| 1. \| 2. \| 3. \| \| \| -- \| \| ------------------------------------------------------------------------- \| --- \| --- \| --- \| \| \| 1. \| \| Ella Leivová Mai Grageová \| 2 6 \| 3 6 \| \| \| \| 2. \| \| Piia Suomalainenová Karen Barbatová \| 6 2 \| 6 4 \| \| \| \| 3. \| \| Emma Laineová / Piia Suomalainenová Karen Barbatová / Malou Ejdesgaardová \| 6 2 \| 4 6 \| 7 5 \| \| \| \| \| \| \| \| \| \| \| \| \| \| \| \| \| \| \| \| \| \| \| \| \| \| \| \| \| \| \| \| \| \| \| \| \| \| \| \| \| \| |        |                                                                           |     |        |     |  |
| |        |                                                                           | 1.  | 2.     | 3.  |  |
| 1. |        | Ella Leivová Mai Grageová                                                 | 2 6 | 3 6    |     |  |
| 2. |        | Piia Suomalainenová Karen Barbatová                                       | 6 2 | 6 4    |     |  |
| 3. |        | Emma Laineová / Piia Suomalainenová Karen Barbatová / Malou Ejdesgaardová | 6 2 | 4 6    | 7 5 |  |
| |        |                                                                           |     |        |     |  |
| |        |                                                                           |     |        |     |  |
| |        |                                                                           |     |        |     |  |
| |        |                                                                           |     |        |     |  |
| |        |                                                                           |     |        |     |  |

### Jihoafrická republika vs. Černá Hora
| | Jihoafrická republika | 3 :                                                                  | 0   | Černá Hora |    |  |
| --- | --------------------- | -------------------------------------------------------------------- | --- | ---------- | -- |  |
| Golf El Solaimaneyah Club, Káhira, Egypt 20. dubna 2012 antuka (venku) |                       |                                                                      |     |            |    |  |
| \| \| \| \| 1. \| 2. \| 3. \| \| \| -- \| \| -------------------------------------------------------------------- \| --- \| ---- \| -- \| \| \| 1. \| \| Ilze Hattinghová Vladica Babićová \| 6 2 \| 6 4 \| \| \| \| 2. \| \| Natalie Grandinová Danka Kovinićová \| 6 4 \| 7 62 \| \| \| \| 3. \| \| Lynn Kirová / Madrie Le Rouxová Vladica Babićová / Milica Šljukićová \| 6 1 \| 6 2 \| \| \| \| \| \| \| \| \| \| \| \| \| \| \| \| \| \| \| \| \| \| \| \| \| \| \| \| \| \| \| \| \| \| \| \| \| \| \| \| \| \| \| |                       |                                                                      |     |            |    |  |
| |                       |                                                                      | 1.  | 2.         | 3. |  |
| 1. |                       | Ilze Hattinghová Vladica Babićová                                    | 6 2 | 6 4        |    |  |
| 2. |                       | Natalie Grandinová Danka Kovinićová                                  | 6 4 | 7 62       |    |  |
| 3. |                       | Lynn Kirová / Madrie Le Rouxová Vladica Babićová / Milica Šljukićová | 6 1 | 6 2        |    |  |
| |                       |                                                                      |     |            |    |  |
| |                       |                                                                      |     |            |    |  |
| |                       |                                                                      |     |            |    |  |
| |                       |                                                                      |     |            |    |  |
| |                       |                                                                      |     |            |    |  |